# ناثان تي. هوبكينز
ناثان تي. هوبكينز هو سياسي أمريكي، ولد في 27 أكتوبر 1852 في مقاطعة آش في الولايات المتحدة، وتوفي في 11 فبراير 1927. نشط حزبياً في الحزب الجمهوري. وقد انتخب عضو مجلس نواب كارولينا الشمالية ‏ وانتخب عضو مجلس النواب الأمريكي ‏.